# Горислово
Горислово — деревня в Стародубском районе Брянской области России. В рамках организации местного самоуправления включается в Стародубский муниципальный округ.

## География
Село расположено в 9 км к северо-востоку от города Стародуба, в 2 км к западу от железнодорожного разъезда Яцковичи, на левом берегу реки Вабля.

## История
Ведёт своё происхождение от княжеского замка Гориславль, возведенного великим киевским князем Святославом Ярославичем в третьей четверти XI в. Это предположение подтверждается наличием в селе древнерусского городища XI—XIII вв. и прилегающего к нему посада. Проведенные здесь брянскими археологами раскопки на рубеже XX—XXI вв. позволили обнаружить останки небольшой, но хорошо укрепленной крепости. По их мнению именно здесь в 1096 году и укрывался князь Олег Святославич (один из героев «Слова о полку Игореве»), спасавшийся от преследовавшего его Владимира Мономаха. По имени отцовской вотчины автор «Слова» в одном случае называл Олега Святославичем, а в другом Гориславичем (у русских князей те времена кроме основного имени были и т. н. «охранительные» имена).
В письменных источниках первые упомянуто с начала XVII в. как село, позднее — деревня в приходе села Лучковичи. С середины XVII в. Горислово формировалось как село с крестьянско-казацким населением. Со второй половины XVII в. — владение стародубского магистрата.
В 1974 г. в состав деревни включено село Лучковичи.

### Административно-территориальная принадлежность
В XVII—XVIII вв. входило в полковую (1-ю) сотню Стародубского полка; с 1782 по 1929 в Стародубском уезде. С 1919 до 1930-х гг. — административный центр Горисловского сельсовета.
До 1 августа входил в состав Меленского сельского поселения, после его упразднения — включён в Стародубский муниципальный округ.

## Население
Максимальное число жителей — 430 человек (1901).
| 2010 | 2013 |
| ---- | ---- |
| 29   | ↘21  |

## Инфраструктура
Личное подсобное хозяйство с зоной сельскохозяйственного использования, индивидуальная застройка усадебного типа.

## Транспорт
Просёлочная дорога.